# Снелл, Виллеброрд
Ви́ллеброрд Снелл ван Ро́йен (нидерл. Willebrord Snel van Royen; 13 июня 1580, Лейден — 30 октября 1626, Лейден) — нидерландский математик, физик и астроном, ученик Людольфа ван Цейлена, профессор Лейденского университета. В части русских источников он именуется Снелль, Снеллий или Снел, печатался под латинизированным именем Снеллиус (Snellius).
Труды в области геометрии, тригонометрии, оптики и астрономии. Открыл закон преломления света («закон Снеллиуса»), лежащий в основании современной геометрической оптики. Первым применил триангуляцию для измерения длины земного меридиана, получил хорошую оценку радиуса Земли.

## Биография

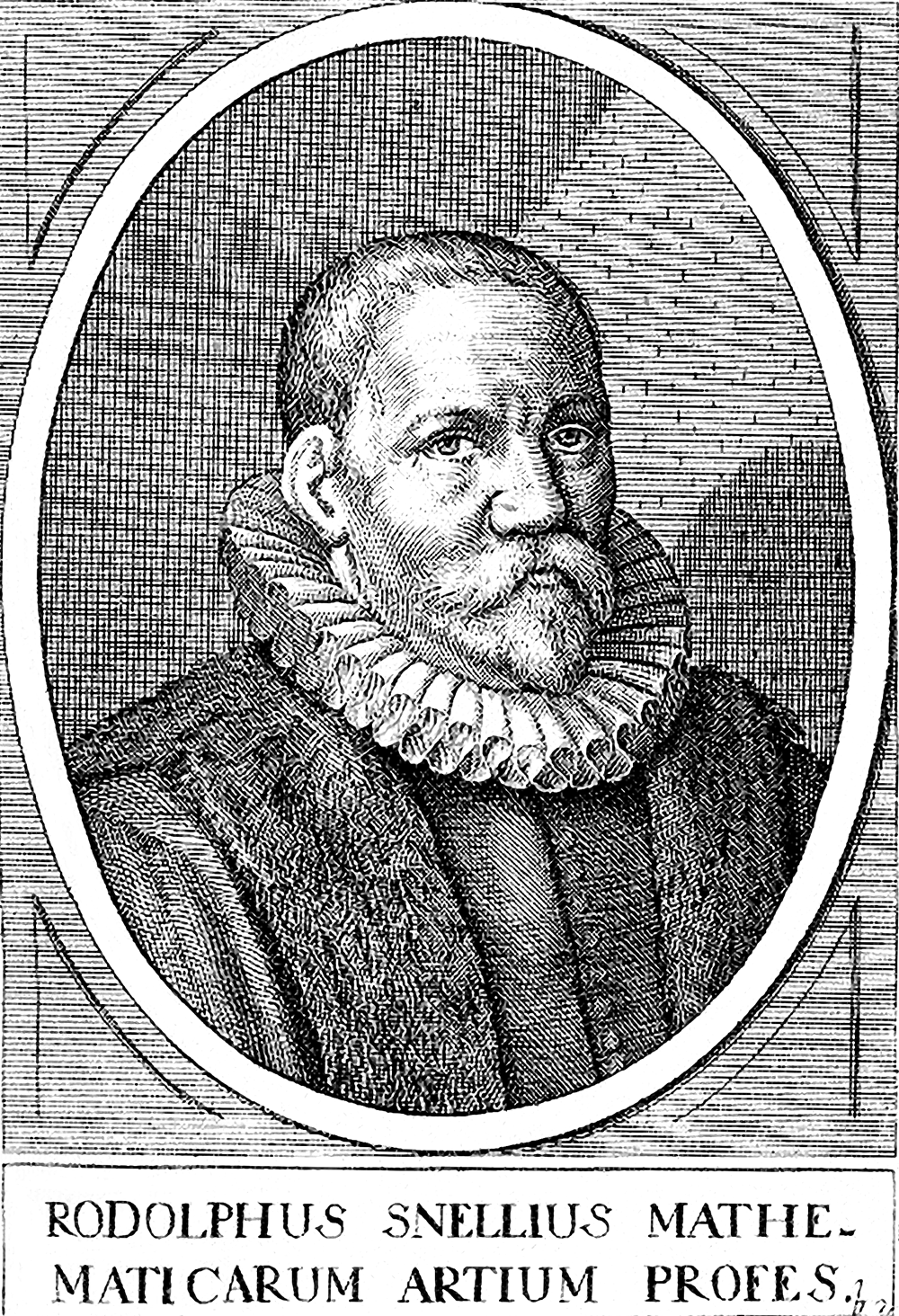
Рудольф, отец Виллеброрда Снелла

Родился в Лейдене в семье профессора математики Лейденского университета Рудольфа Снелла (1546—1613), став первым из троих его детей (двое других позднее умерли в детстве). Учился в Лейденском университете.
С 1600 года, вместе с Адрианом ван Роменом, путешествовал по различным европейским странам, в основном обсуждая астрономические проблемы. Проведя некоторое время в Вюрцбурге, два математика отправились в Прагу, где ван Ромен представил Снелла императорскому астроному Тихо Браге и Иоганну Кеплеру. Снелл провёл некоторое время с Браге, помогая ему проводить наблюдения, и, несомненно, он сам многому научился во время этого визита. Однако в октябре 1601 года Браге умер. Впоследствии Кеплер с глубоким уважением отзывался о Снелле (в трактате Stereometria doliorum, 1615) как о «всемирно прославленном геометре» (лат. geometrarum nostri seculi decus).
Далее Снелл и ван Ромен поехали в Германию, где общались с Иоганном Преториусом, Михаэлем Мёстлином и другими учёными. Весной 1602 года Снелл ненадолго вернулся в Лейден, затем в 1603 году отправился в Париж, где продолжил изучение права, но также имел много контактов с математиками. После этого визита он бросил изучение права и из Лейдена почти не выезжал.

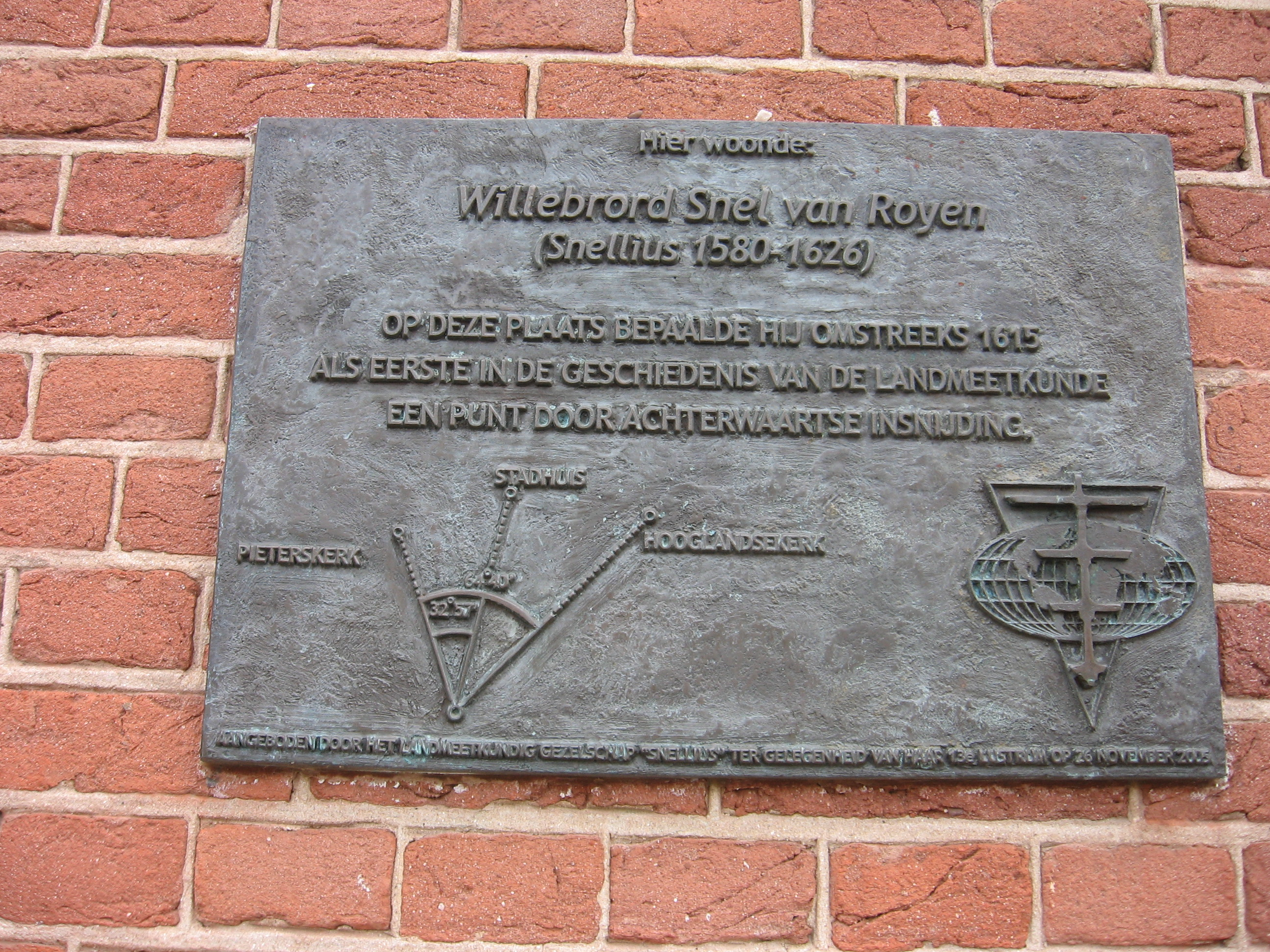
Памятная доска на доме Снелла, Лейден

В 1604 году Снелл стал помогать отцу, здоровье которого ухудшилось, преподавать математику в университете. В этот период Снелл опубликовал комментарии работ Рамуса, а также переводы произведений Стевина и ван Цейлена. В 1608 году защитил диссертацию. В августе 1608 года он женился на Марии де Ланге, дочери бургомистра Схонховена. Из их детей выжили трое.
В 1613 году, после смерти отца, занял его кафедру и, начиная с 1615 года, стал полноправным профессором Лейденского университета.
В 1626 году в возрасте 46 лет Снелл тяжело заболел и спустя две недели умер от некоей «колики», вызвавшей жар и паралич рук и ног. Похоронен 4 ноября в главной церкви Лейдена (Pieterskerk). Двадцать студентов несли его гроб.

## Научная деятельность
В 1600-е годы Снелл сделал попытку реконструкции утерянных книг Аполлония Пергского (их содержание было кратко передано Паппом Александрийским). Результаты Снелл опубликовал в 1607—1608 годах; он подготовил реконструкцию ещё одной книги Аполлония, однако она не была опубликована и впоследствии затерялась.

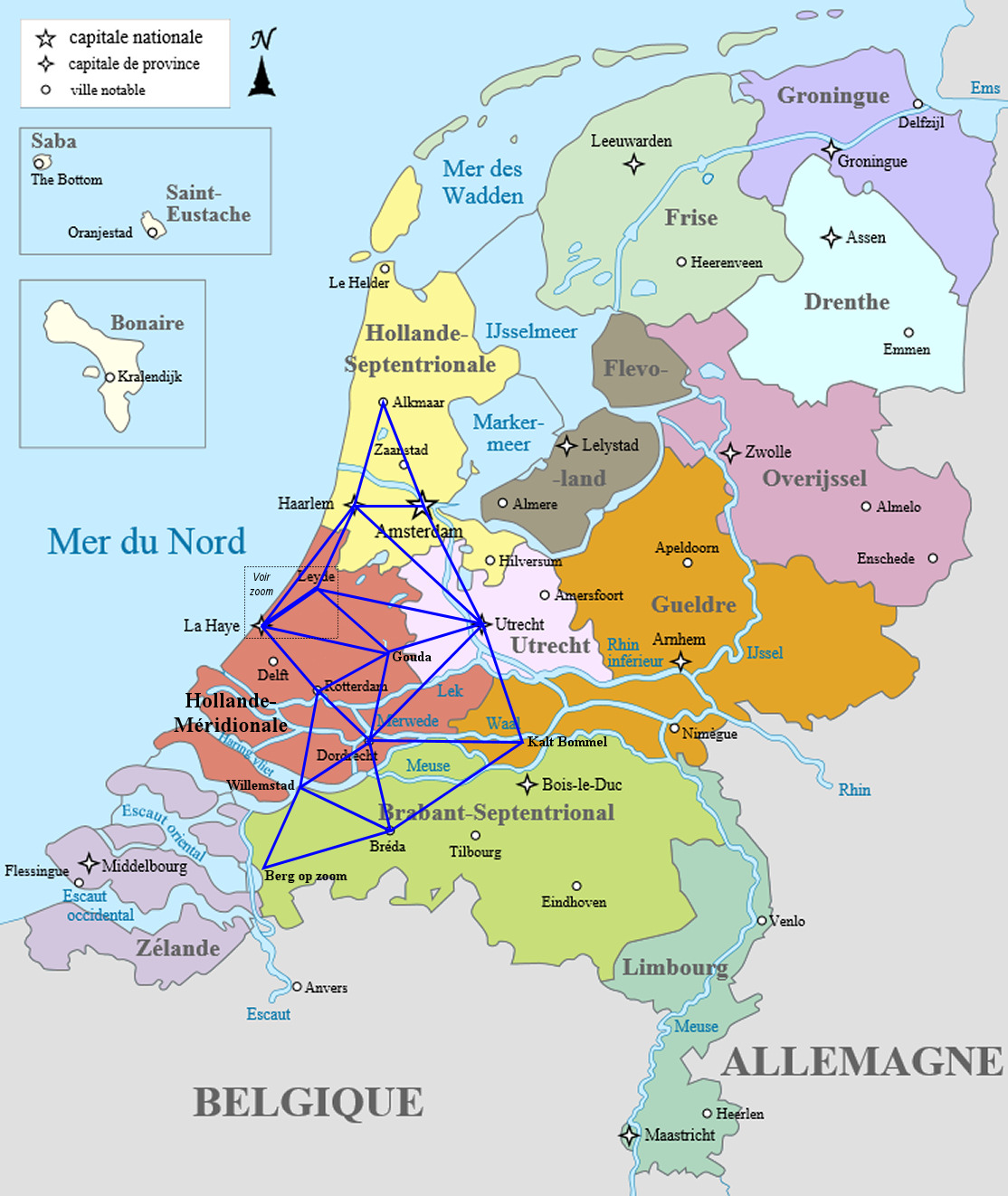
Размах триангуляции Снелла, 1621 год

Снелл предложил использовать метод подобия треугольников для проведения геодезических измерений; при помощи этого метода он решил задачу, названную впоследствии «задачей Потенота»: найти точку, из которой стороны данного (плоского) треугольника видны под заданными углами. В своей работе «Eratosthenes Batavus» («Голландский Эратосфен», 1617 год), описывался метод триангуляции, который был открыт его соотечественником Геммой Фризиусом и стал, благодаря поддержке Снелла, широко используемым при съёмке и точном картографировании больших территорий.

В этой работе Снелл попытался измерить окружность Земли, что потребовало значительного количества измерений. Снелл взял за основу расстояние от своего дома до шпиля местной церкви, а затем построил систему треугольников, которая позволила ему определить расстояние между городами Алкмар и Берген-оп-Зомом, которое составляет около 130 км. Он выбрал эти города, поскольку они находились примерно на одном меридиане (по современным данным, Алкмар находится на 4° 45' 0"' восточной долготы и Берген-оп-Зом на 4° 18' 0" восточной долготы). Впервые в Европе Снелл ввёл важное понятие полярного треугольника. Всего в сети из четырнадцати городов было выполнено 53 триангуляционных измерения; основными ориентирами всюду были церковные шпили. 

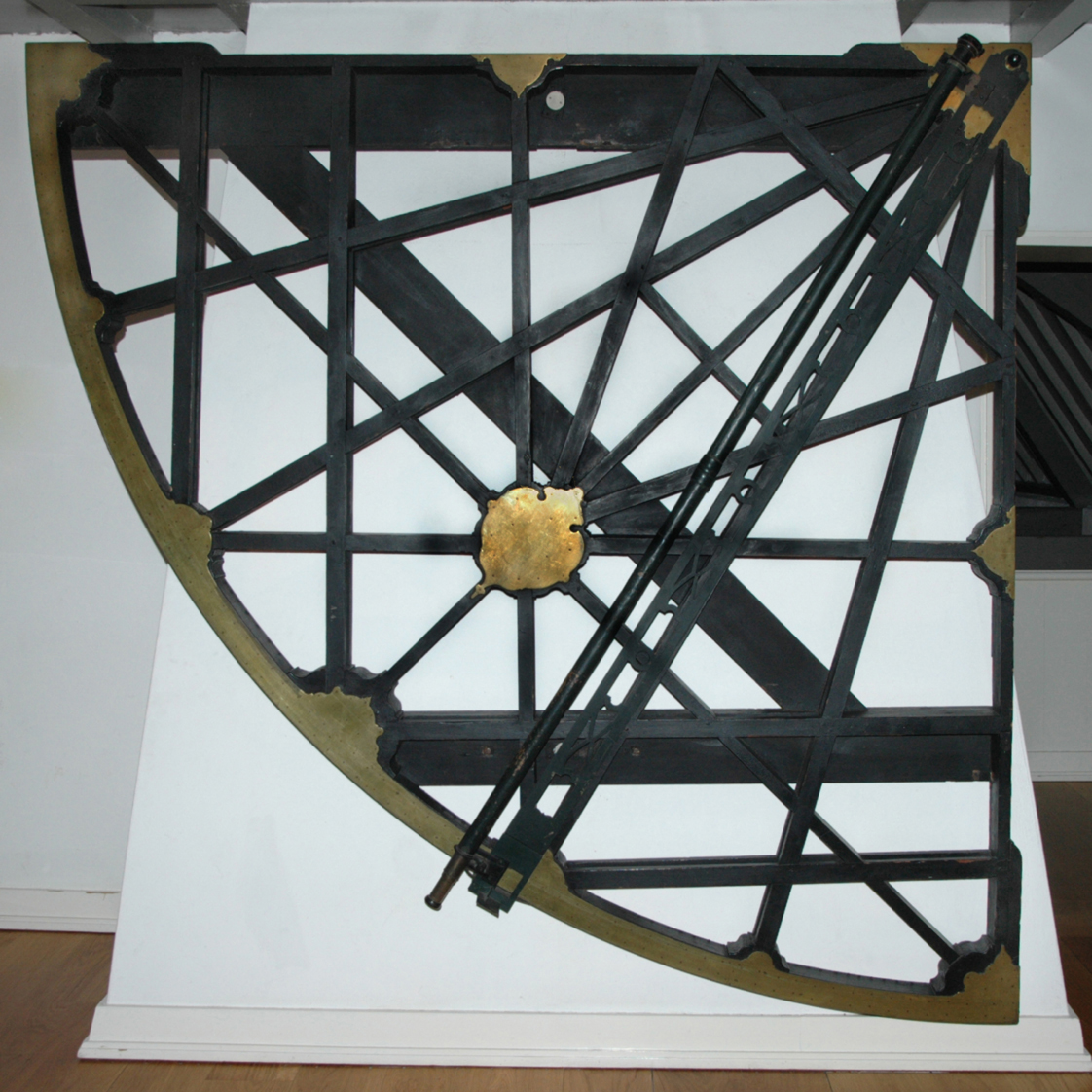
Квадрант Снеллиуса. Музей Бурхаве, Лейден

 Для точного выполнения измерений Снелл построил большой (210 см) квадрант, с помощью которого он мог измерять углы с точностью до десятых долей градуса. Этот квадрант до сих пор можно увидеть в Музее Бурхаве в Лейдене.
В результате своих расчётов Снелл получил хорошую оценку окружности Земли — в переводе на метрическую систему: 38653 км (ошибка 3,5 %). Снелл посвятил книгу Генеральным штатам, что было мудрым финансовым шагом, поскольку взамен они наградили его суммой, равной почти половине его годового оклада. Снелл собирался расширить сеть городов, охваченных картографированием, но преждевременная смерть не позволила это сделать.
Часть трудов Снелла посвящены проблемам астрономии. Трактат Descriptio Cometae (1619) содержит его собственные наблюдения кометы, появившейся в ноябре 1618 года. В этой работе Снелл резко критиковал Аристотеля и подчёркивал, насколько вредно для развития науки продолжать относиться к его устаревшим взглядам с излишним почтением. Вместе с тем Снелл не принял гелиоцентрическую систему Коперника и твёрдо стоял на геоцентрических позициях.
В 1621 году Снелл описал закон преломления света. Однако ни этот, ни результаты других многочисленных экспериментов по оптике он опубликовать не успел. Исаак Восс в сочинении «Природа света» (De natura lucis, 1662) сообщил, что сын Виллеброда Снелла показывал ему рукопись сочинения отца, состоявшего из трёх книг; закон преломления там был выражен в следующей форме: «в одних и тех же средах отношение косекансов углов падения и преломления остаётся постоянным».
Позже закон Снеллиуса был независимо открыт и опубликован Рене Декартом в трактате «Рассуждение о методе» (приложение «Диоптрика», 1637). Приоритет Снелла установил Христиан Гюйгенс в 1703 году, спустя 77 лет после смерти Снелла, когда этот закон уже был общеизвестен. Недоброжелатели обвинили Декарта в плагиате, подозревая, что во время одного из своих визитов в Лейден Декарт услышал об открытии Снелла и смог ознакомиться с его рукописями. Однако никаких доказательств плагиата нет, а самостоятельный путь Декарта к этому открытию подробно изучен историками.
В книге «Cyclometricus» (1621) Снелл приводит значение числа {\displaystyle \pi } с 35 десятичными знаками. Для вычислений он использовал двойное неравенство:
{\displaystyle {\frac {3\sin x}{2+\cos x}}<x<\operatorname {tg} {\frac {x}{3}}+2\sin {\frac {x}{3}}}
Первое из этих неравенств было знакомо уже в средние века Николаю Кузанскому.

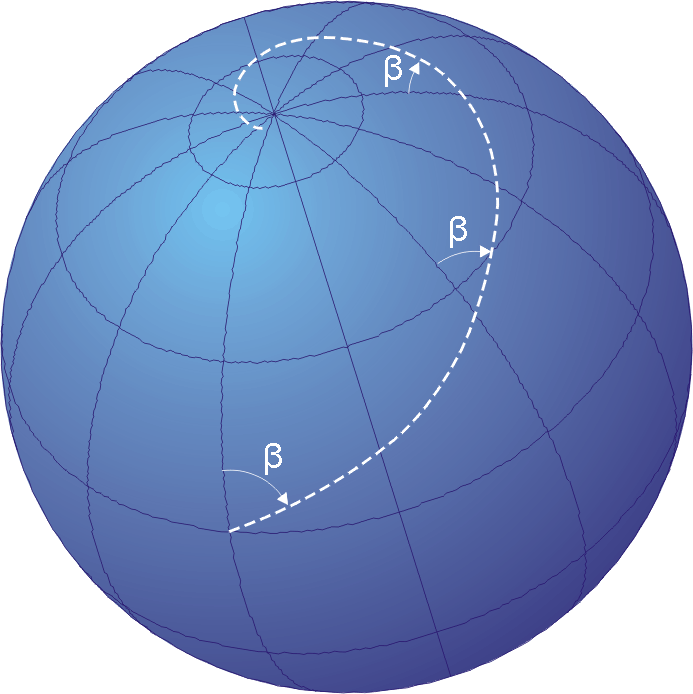
Отрезок локсодромы, от экватора до полюса

В труде «Tiphys batavus» (1624), посвящённом актуальным для Нидерландов проблемам мореплавания, Снелл исследовал важную в теории навигации и картографии кривую на сфере, пересекающую все меридианы под постоянным углом. Он назвал её «локсодромой». Работа состояла из двух частей, одна из которых была теоретической, а другая посвящена практическим приложениям.
В изданном посмертно труде 1627 года Снелл внёс вклад в тригонометрию. В частности, впервые приведена формула для вычисления площади треугольника, когда известны длины двух сторон и угол между ними: {\displaystyle S={\frac {1}{2}}ab\cdot \sin \gamma }.

## Память
В 1935 году Международный астрономический союз присвоил имя «Снеллиус» кратеру на видимой стороне Луны.
В честь учёного названы также:
- «Медаль Снеллиуса», присуждаемая Обществом содействия физике, медицине и хирургии (нидерл. Genootschap ter Bevordering van Natuur-, Genees- en Heelkunde) за работу в области естественных наук или математики, за исключением химии и биологии. Медаль учреждена в 1951 году и вручается раз в 10 лет[14].
- Антарктический «ледник Снеллиуса[англ.]»[15].
- Одно за другим, три исследовательских корабля Королевских военно-морских сил Нидерландов (в 1929, 1952 и 2003 годах), последнее из них HNLMS Snellius (A802)[англ.] продолжает находиться в строю[16].

## Труды

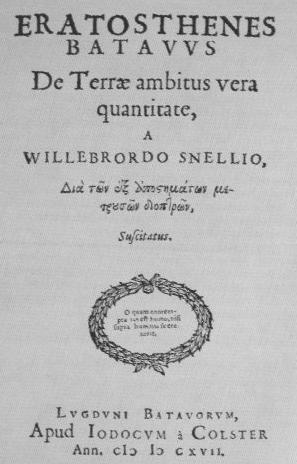
Eratosthenes Batavus (1617)
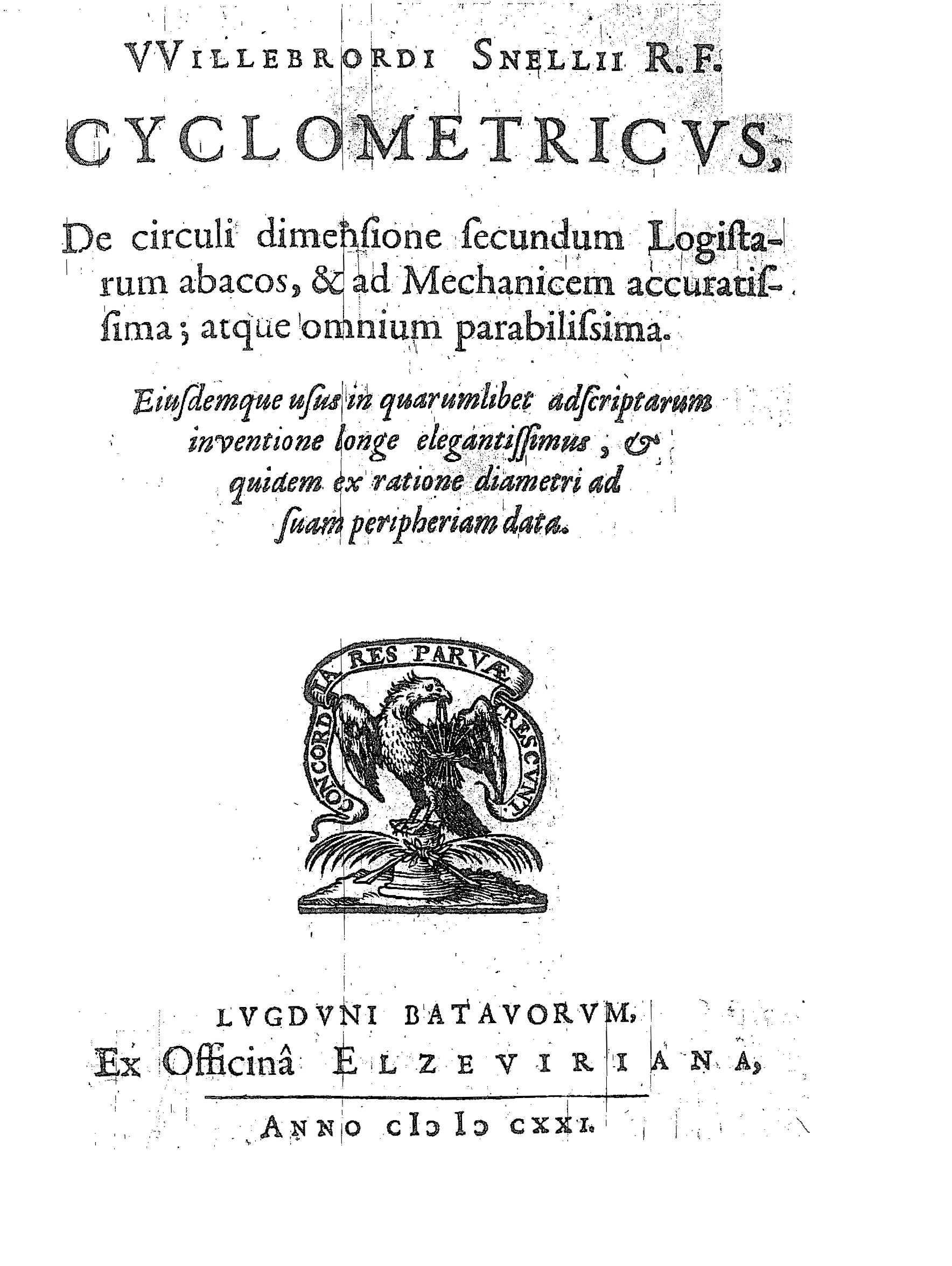
Cyclometricus (1621)
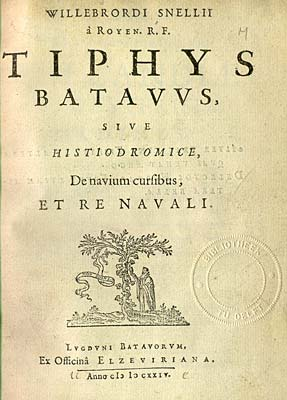
Tiphys Batavus (1624)

- Apollonius batavus (Leiden, 1608)
- De re numeraria (Leiden, 1613)
- Eratosthenes Batavus :  [лат.]. — Lugduni Batavorum : Joost van Colster, Joris Abrahamsz van der Marsce, 1617.
- Coeli et siderum in eo errantium observationes Hassicae :  [лат.]. — Lugduni Batauorum : Joost van Colster, 1618.
- Descriptio cometae qui anno 1618 mense Novembri primum efjidsit (Leiden, 1619)
- Cyclometricus de ciratli dimensione :  [лат.]. — Lugduni Batavorum : Matthijs Elzevier, Bonaventura Elzevier, 1621.
- Tiphys batavus (Leiden, 1624)
- Canon triangulorum (Leiden, 1626)
- Doctrinae triangulorum canonicae libri quatuor :  [лат.]. — Lugduni Batavorum : Joannes Maire, 1627. Не закончена, издана посмертно, с дополнениями ученика Снелла Мартинуса Гортензиуса.

Участие как редактора:
- Petiias Ramus, Arithmetica. W. Snellius ed. (Leiden, 1613)
- Вильгельм IV (ландграф Гессен-Касселя). Coeli et siderum in eo errantium observationes Hassiacae, 1618.
- P. Rami. Meetkonst. Translated by Dirk Houtman, annotations by W. Snel (Amsterdam, 1622)